# Советский (Бековский район)
Сове́тский — посёлок Волынщинского сельсовета Бековского района Пензенской области.

## География
Посёлок Советский расположен на юго-востоке Бековского района в 3 км от административного центра — села Волынщино. Расстояние до районного центра пгт Беково — 3 км, до областного центра г. Пенза — 150 км.

## История
Посёлок основан между 1959 и 1979 годами. В 1968 году — в составе Волынщинского сельсовета Бековского района.

## Население
На 1 января 2004 года — 122 хозяйства, 226 жителей. В 2007 году проживало 197 человек. На 1 января 2011 года численность населения посёлка составила 186 человек.
| Численность населения, чел. | Численность населения, чел. | Численность населения, чел. | Численность населения, чел. | Численность населения, чел. |
| 1979                        | 1989                        | 1996                        | 2007                        | 2010                        |
| --------------------------- | --------------------------- | --------------------------- | --------------------------- | --------------------------- |
| 418                         | ↘294                        | ↘248                        | ↘197                        | ↘186                        |

## Инфраструктура
Посёлок Советский газифицирован, имеется централизованное водоснабжение. Расположен вдоль трассы регионального значения с асфальтным покрытием «Беково — Пенза».

## Улицы
- Заречная;
- Лесная;
- Нагорная;
- Новая;
- Поперечная;
- Средняя;
- Сточная;
- Центральная.

## Близлежащие населенные пункты
- посёлок Плодосовхоз, Бековский район, Пензенская область
- рабочий посёлок Беково, Пензенская область